# شبح كييف
شبح كييف (بالأوكرانية: Привид Києва)‏ هو اسم مستعار أٌُطلق على طيار ميكويان ميج-29 بطل غير مؤكد يزعم بأنه قام بإسقاط ست طائرات روسية خلال هجوم كييف في 24 فبراير 2022. وفقًا لجهاز أمن أوكرانيا فقد قام بإسقاط 10 طائرات روسية إعتبارًا من 27 فبراير 2022.
على الرغم من أن شبح كييف على الأغلب أسطورة حضرية، فقد كان له تأثير معنوي على الشعب الأوكراني.

## التاريخ

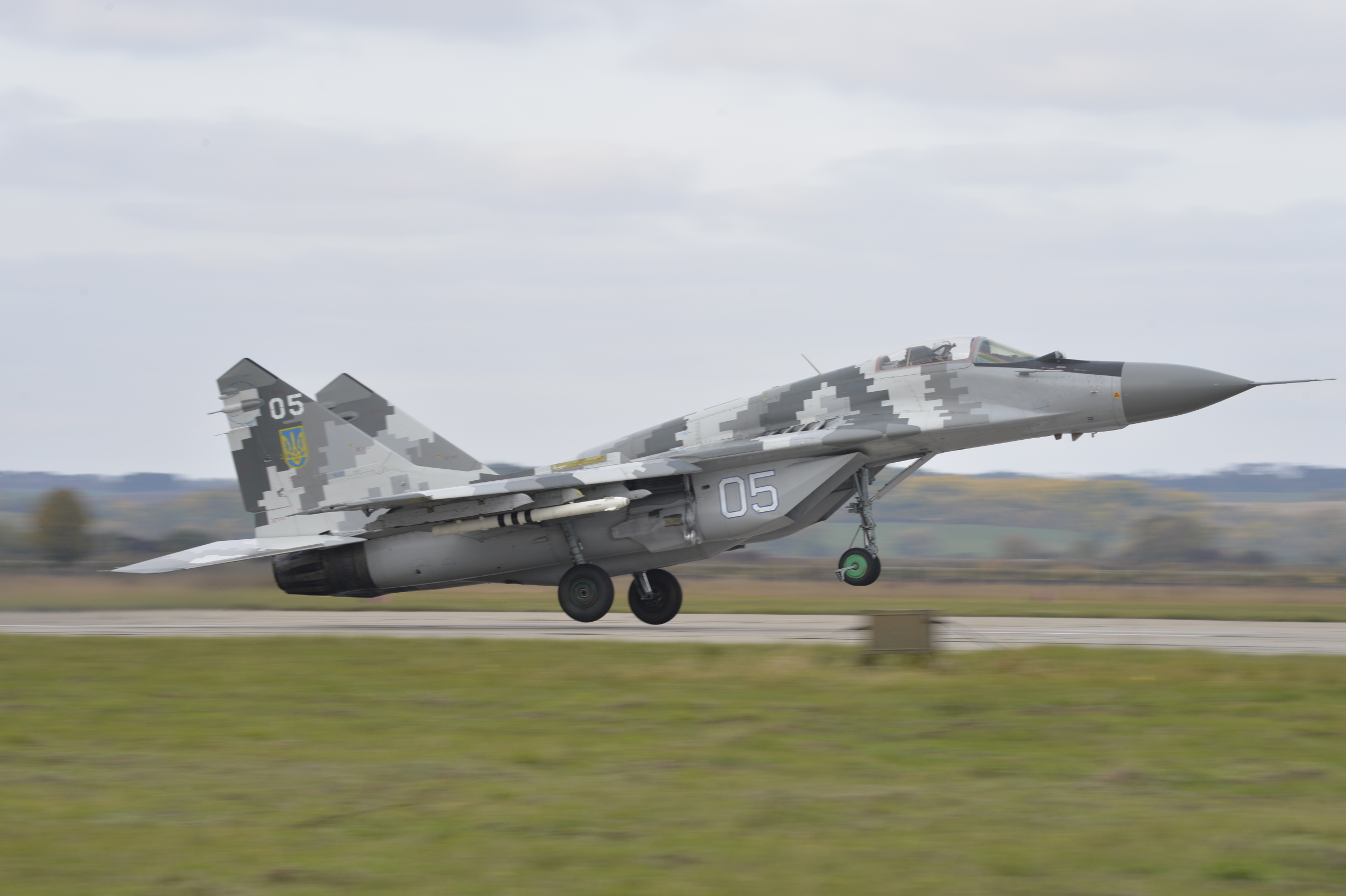
الطائرة المقاتلة ميكويان ميج-29 الأوكرانية

بدأت مقاطع فيديو للطائرات المقاتلة في أوكرانيا بالانتشار خلال اليوم الأول للغزو الروسي في فبراير 2022، بعد وقت قصير من بدأ الغزو ظهرت ادعاءات بأن طيارًا واحدًا تمكن من إسقاط ست طائرات روسية. لُقب هذا الطائر بـ «شبح كييف» من قبل الجمهو الأوكراني، ويفترض بأنه فاز ست معارك جوية وتمكن من إسقاط طائرتي سوخوي سو-35، وطائرتي سوخوي سو-25، وطائرة سوخوي سو-27، وميكويان ميج-29.
لم تؤكد أي سلطة أو جهة إخبارية أوكرانية عن وجود شبح كييف. نشر الرئيس الأوكراني السابق بترو بوروشنكو على موقع تويتر صورة يزعم أنها لشبح كيف.

## الأثر المعنوي
يُنسب الفضل إلى شبح كييف في تعزيز الروح المعنوية للأوكرانيين، وتعزيز التفاؤل لمواجهة الغزو الروسي لأوكرانيا. من المحتمل أن لا تكون الأسطورة الحضرية إبتكارًا متعمدًا، حيث تمت مشاركة القصة من قبل أوكرانيين عاديين على وسائل التواصل الإجتماعي قبل أن تبدأ الجهات الرسمية بالتلميح للطيار.